# 岩手県道239号白崖弥栄線
岩手県道239号白崖弥栄線（いわてけんどう239ごう しらがけやさかえせん）は、岩手県一関市を通る一般県道である。

## 概要

### 路線データ
- 起点：一関市花泉町永井字白崖（国道342号交点）
- 終点：一関市弥栄字谷起（国道284号交点）

## 路線状況

### 重複区間
- 岩手県道21号花泉藤沢線（一関市花泉町日形字井戸沢 - 中神）

## 地理

### 通過する自治体
- 一関市

### 交差する道路
- 国道342号（起点）
- 岩手県道21号花泉藤沢線（一関市花泉町日形字井戸沢）
- 岩手県道21号花泉藤沢線（一関市花泉町日形字中神）
- 国道284号・岩手県道48号弥栄金成線（終点）